# أورلاندو مالدونادو
أورلاندو مالدونادو (مواليد 21 مايو 1959) هو ملاكم من بورتوريكو، مثّل بلاده في الألعاب الأولمبية الصيفية 1976 وحقق الميدالية البرونزية في فئة وزن الذبابة الخفيف.

## روابط خارجية
أورلاندو مالدونادو على موقع بوكس ريك (الإنجليزية) (registration required)
- أورلاندو مالدونادو على موقع أوليمبيديا (الإنجليزية)